# Средба
„Средба ” је југословенски и македонски ТВ филм из 1974. године. Режирао га је Димитре Османли а сценарио је написала Ката Мисиркова

## Улоге
| Глумац               | Улога     |
| -------------------- | --------- |
| Нада Гешовска        | Дафина    |
| Петре Арсовски       | Јон       |
| Анче Џамбазова       | Малина    |
| Елизабета Серафимова | Македонка |
| Ацо Стефановски      | Танас     |
| Таска Балабанова     | Ратка     |
| Вукосава Донева      | Марија    |